# 史蒂芬·沙森
史蒂芬·沙森（英語：Steven J. Sasson，1950年7月4日—），美國電機工程師，數位相機的發明人。

## 學經歷
沙森生於紐約市布鲁克林区，雙親是 Ragnhild Tomine 和 John Vincent Sasson，母親是挪威人。沙森先後於1972和1973年獲得壬色列理工學院電機工程學士和碩士學位。他的發明開始於1975年在伊士曼柯達公司，當時他的上級加雷斯·A·勞埃德（Gareth A. Lloyd）計劃使用感光耦合元件（CCD）製作一台電子式照相機。沙森今日在柯達公司負責保護該公司的智慧資本。

## 第一台數位相機
沙森於1975年在柯達公司發明第一台數位相機，該相機重量3.6公斤，拍攝影像只有1萬像素，所拍攝影像被記錄在卡式录音带內，記錄每幅影像過程花費23秒，拍攝的影像為黑白影像。當沙森開始這項電子相機開發計畫時，他預想未來的相機將是沒有機械運動部件的。該數位相機獲得美國專利第4,131,919号。

## 榮譽與獎項
2010年，徠卡相機在該年世界影像博覽會（Photokina）上，將徠卡生產的第400萬台數位相機——一台1800萬畫素的徠卡 M9鈦金限量版數位相機贈與沙森，作為對他的致敬。2010年11月17日，美國總統贝拉克·奥巴马在白宮東房授予沙森美國國家科技創新獎章，這是美國政府授予科學家、工程師與發明家的最高獎項。2012年9月6日，英國皇家攝影學會授予沙森進步獎章，並且沙森成為該會榮譽會士，以表彰他的發明、研究、出版或其他使攝影與成像科學技術廣泛地有重大進步貢獻。

## 專利
- 美國專利第4,131,919号–電子靜態相機（Electronic Still camera）

## 外部連結
- The Dawn of Digital Photography - interview with Steven Sasson on the invention of the digital camera（页面存档备份，存于）
- Digital camera turns 30 – sort of（页面存档备份，存于）
- Kodak engineer's revolutionary idea
- Purple Medical Blog:People said digital photography would never happen
- Viva la resolution（页面存档备份，存于）
- Disruptive Innovation: The Story of the First Digital Camera（页面存档备份，存于）, lecture on October 26, 2011 at the Linda Hall Library